# Otok (żupania vukowarsko-srijemska)
Otok – miasto w Chorwacji, w żupanii vukowarsko-srijemskiej, siedziba miasta Otok. W 2021 roku liczył 3571 mieszkańców.
Jest położony na wysokości 90 m n.p.m., 22 km na południowy wschód od Vinkovci i 22 km na północny wschód od Županji. Przebiega przezeń linia kolejowa z Vinkovci do bośniackiego Brczka.
Miejscowa gospodarka oparta jest na rolnictwie, przemyśle budowlanym i drzewnym oraz turystyce.

## Demografia

### 1991 census, last in Yugoslavia
| Otok |
| --- |
| Population by ethnicity |
| total: 5,889 Chorwaci 5,758 (97.77%) Serbowie 25 (0.42%) Muzułmanie 17 (0.28%) Węgrzy 9 (0.15%) Słowacy 7 (0.11%) Jugosłowianie 5 (0.08%) Albańczycy 3 (0.05%) Słoweńcy 2 (0.03%) Niemcy 1 (0.01%) Rusini 1 (0.01%) nondeclared 23 (0.39%) unknown 38 (0.64%) |

### 1910 census, last in Austria-Hungary
| Otok | Otok |
| --- | --- |
| Język | Wiara |
| total: 3,568 Chorwacki 3,119 (87.41%) Niemiecki 123 (3.44%) Węgierski 56 (1.56%) Serbski 48 (1.34%) Słoweński 41 (1.14%) Słowacki 8 (0.22%) Czeski 2 (0.05%) Rusiński 1 (0.02%) Włoski 1 (0.02%) others 169 (4.73%) | total: 3,568 Roman catholics 3,299 (92.46%) East. Orthodox 214 (5.99%) Żydzi 18 (0.50%) Calvinists 17 (0.47%) Lutherans 11 (0.30%) East. Catholics 9 (0.25%) |